# 高松いく
高松 いく（たかまつ いく、1986年5月16日 - ）は、東京都出身の元女優。
所属事務所はエレガンス、ビッグアップル、コムスシフトを経て、株式会社プロダクション尾木傘下の株式会社アラベスクに所属していたが、2011年1月31日の契約期間満了に伴い、契約を解除。2011年3月27日放送の「3年B組金八先生ファイナル」出演で、芸能界を引退。
芸能界引退後はディズニーのキャストを経て、ヨガおよびSUPのインストラクターとして活動。

## 出演

### テレビ
- 松本清張サスペンス「黒い画集・証言 〜エリート銀行員にせまる殺人事件の影〜」（1992年、TBS）
- わたしってブスだったの?（1993年、TBS） - 瀬尾彩香 役
- 春さん・夢配達人（1996年、フジテレビ） - 前田奈津 役
- ポンキッキーズ - リトルラビッツ
- 3年B組金八先生（TBS） - 笠井美由紀 役
  - 第6シリーズ（2001〜2002年）
  - 第7シリーズ第1話「史上最低の3B!」（2004年）
  - 3年B組金八先生ファイナル〜「最後の贈る言葉」（2011年）※最後のTV出演作
- ほんとにあった怖い話 『窓にうつる少女』（2004年、フジテレビ） - 森山あけみ 役
- 功名が辻（2006年、NHK） - やす 役
- 結婚できない男（2006年、フジテレビ） - 江森和美 役
- 山田太郎ものがたり（2007年7月6日、TBS） - 桜木千尋 役
- 篤姫（2008年、NHK） - 大久保ミネ 役
- パンダが町にやってくる（2008年、TBS）
- 素敵な宇宙船地球号 地球食堂プロジェクト（ベジガールズ）（2009年、テレビ朝日）

### 映画
- 課長島耕作（1992年 監督・根岸吉太郎） - 島奈美 役
- TOKYO BEAST The Dark Fantasy（1977年 監督・片岡亨） - 未央子 役
- さよなら、クロ（2003年 監督・松岡錠司） - 森下京子 役
- うちゅうさん（2003年 竹内幹） - おせん 役
- ほんとうにあった怖い話 怨霊（2004年 山本清史） - りえ 役
- 歌謡曲だよ、人生は〜小指の想い出（2006年 監督・タナカ・T） - 主演 女 役
- ×恋　カケルコイ（web sムービー）（2007年 監督・耶雲哉冶） - ユミ 役
- クレーマー（2008年 監督・金子太志） - 佐倉杏那 役
- ヤーチャイカ（2008年 監督・谷川俊太郎） - 巫女役
- ハッピーフライト（2008年 監督・矢口史靖） - 林原奈々役
- 聖白百合騎士団（2009年 監督・田渕寿雄）- 甘粕磨美 役

### ミュージカル
- アニー（1995年） - シャーリー 役[1][6]
- ポンキッキーズ「ガチャピン・ムックの宇宙船ペリカーノ号」（1996年） - リトルラビッツ 役
- ココ・スマイル2 〜約束の金メダル〜（2000年） - 長久保一子 役[7]

### CM
- 福島県いわき市観光協会
- ツクダオリジナル「オセロ」
- クラ・ゼミ（2001年）
- ロッテ「ホカロン」（2002年）
- フジテレビジョン 「きっかけは、フジテレビ。」（2002年）
- ほっかほっか亭（2002年）
- ファイナルファンタジー （2003年）
- 任天堂「マリオパーティー4」（2003年）
- カゴメ「カゴメ野菜ジュース」（2003年）

### 雑誌
- ピチレモン
- Pure2
- B.L.T.
- BOMB

### その他
- 資生堂研修用VP（2010年）